# Talgjount
Talgjount (en àrab تالڭجونت, Tālgjūnt; en amazic ⵜⴰⵍⴳⵊⵓⵏⵜ) és una comuna rural de la província de Taroudant, a la regió de Souss-Massa, al Marroc. Segons el cens de 2014 tenia una població total de 5.816 persones.